# Đứa con zombie (phim)
Đứa com zombie (tiếng Anh: Maggie) là một bộ phim chính kịch kinh dị hậu tận thế do Henry Hobson đạo diễn và cũng là phim đạo diễn đầu tay của ông, kịch bản của John Scott 3, có sự tham gia của Arnold Schwarzenegger, Abigail Breslin và Joely Richardson. Đứa con zombie là một phim chính kịch đầu tiên cho Schwarzenegger, người vốn nổi tiếng với những vai diễn hành động.

## Nội dung
Lấy bối cảnh khi đại dịch virus lan rộng khắp thế giới, tấn công vào não bộ con người và biến họ trở thành như xác sống (zombie) đáng sợ. Trong lúc này, các nhà chức trách đang tìm mọi cách để cách ly những người nhiễm bệnh, lặng lẽ tiêu hủy họ để ngăn ngừa dịch bệnh lan rộng ra, đồng thời tránh để những người bệnh tấn công người khác.
Tại một thị trấn nhỏ của nước Mỹ, cô bé 16 tuổi Maggie (Abigail Breslin thủ vai) đã nhiễm virus, cơ thể đang trong quá trình biến đổi. Người cha Wade Vogel (Arnold Schwarzenegger thủ vai) không muốn đưa con gái mình đến trại cách ly vì ông không muốn mất con mãi mãi, đồng thời ông tin rằng, con gái của mình sẽ không bị biến đổi thành những xác sống đáng sợ kia. Sau nhiều tuần tìm kiếm Maggie khi cô bé bỏ trốn vì biết mình mắc bệnh, người cha Wade đã đưa con về nhà, ở cùng với người vợ kế Caroline (Joely Richardson) cùng 2 đứa con của cô. Mặc cho vợ và 2 người con đối xử không tốt với Maggie, nhưng Wade Vogel vẫn tin rằng, ông sẽ tìm ra cách để chữa bệnh cho con mà không phải đưa đứa trẻ đến trại cách ly.
Ngày căn bệnh của Maggie trở nên nghiêm trọng, khi cô bé dần mất đi lý trí của mình, cũng là lúc vợ và 2 con của Wade rời bỏ căn nhà để tìm nơi tị nạn, và cảnh sát địa phương tìm cách bắt Maggie vào trại cách ly. Người cha Wade trở nên đau đớn tột cùng, nhưng ông không gục ngã, mà ngược lại, bằng tình phụ tử thiêng liêng, ông quyết tâm cứu con gái của mình.
Phim thể hiện rõ thông điệp về tình cảm gia đình thiêng liêng, dù cho có bất cứ chuyện gì xảy ra thì gia đình vẫn luôn ở bên bảo vệ, thương yêu và che chở.

## Diễn viên
- Arnold Schwarzenegger trong vai Wade Vogel
- Abigail Breslin trong vai Maggie Vogel
- Joely Richardson trong vai Caroline Vogel
- Douglas M. Griffin trong vai Sheriff Ray Pierce
- J. D. Evermore trong vai Holt
- Rachel Whitman Groves trong vai Bonnie
- Jodie Moore trong vai bác sỹ Vern Kaplan
- Bryce Romero trong vai Trent
- Raeden Greer trong vai Allie
- Aiden Flowers trong vai Bobby Vogel
- Carsen Flowers trong vai Molly Vogel
- Dana Gourrier trong vai nữ giúp việc